# Хоар, Сидней
Сидней Реджинальд «Сид» Хоар (англ. Sydney Reginald «Syd» Hoare; 18 июля 1939, Паддингтон, Большой Лондон — 12 сентября 2017) — британский дзюдоист, серебряный призёр чемпионата Европы 1965 года в Мадриде, участник летних Олимпийских игр 1964 года в Токио. Выступал в средней (до 80 кг) и абсолютной весовых категориях.

## Карьера
Интерес к единоборствам проявился у Сиднея в 14 лет, когда он прочёл книгу о джиу-джитсу. На следующий, 1954 год, он начал тренироваться под руководством известного тренера Тревора Леггетта. В 16 лет Сидней стал самым молодым британцем, получившим мастерскую степень, а затем самым молодым британцем, получившим чёрный пояс. В 17 лет он уже был членом сборной Великобритании и первой олимпийской сборной страны по дзюдо. Любимым приёмом Хоара был осото-гари.
Хоар свободно говорил по-японски. Три года перед летней Олимпиадой 1964 года он тренировался в Кодокане. На Олимпиаде британец на групповой стадии проиграл французу Лионелю Гроссейну, голландцу Яну Снейдерсу и выбыл из борьбы за медали, заняв итоговое 17-е место.
На следующий год на чемпионате Европы Хоар выиграл серебряную медаль в абсолютной категории, хотя был средневесом. В финале он проиграл западно-германскому спортсмену Альфреду Мейеру, который был тяжеловесом и имел рост 201 см.
В 1985—1987 годах Хоар исполнял обязанности председателя Британской ассоциации дзюдо. У Хоара был собственный спортивный клуб. Также он в течение 11 лет руководил Лондонским обществом дзюдо, но затем здание общества было выкуплено застройщиками. В Лондонском университете он получил степень с отличием по японской истории, языку, литературе и религии. Хоар также является основателем Британской ассоциации сумо.
Хоар написал несколько книг по дзюдо и самообороне, работал на британском телевидении комментатором соревнований по боевым искусствам. Также он сыграл ряд ролей второго плана в нескольких фильмах.

## Фильмография
- «Большой куш» (2000, режиссёр Гай Ричи);
- «Тайное общество» (2000, о борьбе сумо);
- «Как вам это понравится» (2006, Кеннет Брана).